# Diary (chanson)
Pour l’article homonyme, voir Diary.
Singles de Alicia Keys
If I Ain't Got You
(2004) Karma
(2004)
Diary est une chanson de l’artiste américaine Alicia Keys, mettant en vedette le groupe Tony! Toni! Toné!. Le single a été écrit et composé par Keys, avec la collaboration de Kerry Brothers, Jr., et a été publié en avril 2004 comme 3e single de son second album studio (The Diary of Alicia Keys). Le titre n’a pas connu le même succès que les deux premiers singles de l’album, mais un remix inédit de Hani a permis à la chanson d’atteindre la première place sur le chart Américain Dance club/Play Songs, et où il a figuré par la suite en 7e position jusqu’en fin 2004.
Sur le Billboard Hot R&B/Hip-Hop Songs, Diary se classe à la 2e place, et on le retrouve au numéro 8 sur le Billboard Hot 100… Le single a également été nommé pour meilleure chanson R&B par un Duo/groupe au Grammy Awards de 2005. À une époque, Diary a été publié avec If I Ain't Got You comme un double A-side.

## Fond & Découverte

### Structure
Diary a été écrite par Keys et Kerry Brothers Jr., et est enregistrée en collaboration avec le groupe américain de R&B et Soul (très connu dans les années 1970-1990) : Tony! Toni! Toné!, invité par Alicia Keys elle-même.
Dans ce morceau la chanteuse s’ouvre à son amoureux pour gagner sa confiance et lui garantit qu’elle gardera ses secrets comme son journal intime :

« Lay your Head on my pillow, Here you can be yourself, No one has to know what you are feeling, No one but me and you, I won’t teel your secrets, Your secrets are safe with me, I will keep your secrets, Just ain’t going be as the pages in your diary… »

— deux premiers couplets du single
Cependant, avec la sortie du clip-vidéo et le message à la fin de celui, on peut comprendre que Keys s’ouvre à tous ses fans dans ses mots :

« Dear Audience, I live to perform for you. Thanks for your support. Alicia »

— message à la fin du clip video Diary

### Le numéro de téléphone
Les paroles de la chanson comprennent un numéro de téléphone, 489-4608 (moins le code régional), qui était l'ancien numéro d’Alicia Keys quand elle habitait à New York, d’après ses portes paroles.

« ...I feel such a connection, Even when you far away, Oooo baby if there’s anything that you feel, Come forth and call 4894608 and I’ll be here... »

— numéro figurant à la fin du 3e verset.
Les personnes qui ont appelé avec le bon code (347) sont tombées sur le répondeur de Keys elle-même. 
Par ailleurs, les fans, moins chanceux, ont essayé d'appeler le numéro avec des codes régionaux différents, et l'un d'eux, 912 (Georgia), s'est avéré être le numéro d'un homme du nom JD Turner. Il affirme avoir reçu plus de vingt appels par jour de la part des fans de Keys, ce qui a conduit à une facture de téléphone de 95 dollars, résultant de frais liés à l'option d'achat de tenter de retracer chaque appelant. Turner a refusé de changer son numéro, qu’il a eu pendant plus de quatorze ans.

## Clip vidéo
Les premières images du clip Diary apparaissent sous la forme d’un journal intime en train de s’ouvrir, avec Keys jouant du piano à l’envers, installée sur celui-ci.
Dans ce clip, la chanteuse n’a pas misé sur une histoire folle et incroyable pour plaire à un maximum de personnes, mais on la retrouve, au tout début, en live lors de différents concerts. Offrant aux téléspectateurs un aperçu de ce qu’elle pouvait donner à l’occasion d’un concert.
Keys enchaîne par différentes aventures qu’elle a pu vivre: son séjour en Afrique du Sud, à l’occasion d’une visite aux enfants malades atteints du sida - qu’elle aide par le biais de son association Keep A Child Alive.
Quelques extraits de concerts s’entremêlent à un public explosif, pour laisser place à un enchaînement d’images les unes plus fortes que les autres. L’on peut apercevoir Alicia en harmonie avec le peuple Africain, un petit clin d’œil à sa mère que l’on aperçoit plus d'une fois, mais on voit aussi un entrelacement avec Clive Davis, également avec son manager Jeff Robinson, et enfin avec Usher.
Les moments intenses se poursuivent, et s’accélèrent surtout puisque par la suite figure un échange entre Alicia et la voix de son choriste Jermaine Paul; puis plusieurs images de ses concerts s’enchaînent très brièvement : l’Italie, la Californie, l’Afrique, Boston, le Royaume-Uni, New York, ainsi que le Texas. Durant l’un de ses concerts, Tout comme le journal intime s’était ouvert, cette fois on voit une porte se refermer derrière la chanteuse, suivi d’un message écrit sur un morceau de papier, à l’égard de ses fans : « Dear audience, I live to perform for you. Thanks for your support. Alicia. »

## Liste des titres et formats
États-Unispromotion du CD
1. "Diary" (Radio) – 4:28
2. "Diary" (Instrumental) – 4:45
3. "Diary" (Call Out Hook) – 0:10
4. "Diary" (Radio) (MP3) – 4:28

États-Unispromotion du single 12"
1. "Diary" (Radio Edit)
2. "Diary" (Instrumental)
3. "Diary" (Album)
4. "Diary" (Acappella)
5. "Diary" (Hani remix)
6. "Diary" (Hani Mixshow)
7. "Diary" (Hani Dub)

## Personnel
| - Alicia Keys – chant, choriste, piano - Dwayne "D. Wigg" Wiggins – guitare - John "Jubu" Smith – guitare - Elijah Baker – guitare basse - Tim Christian Riley – piano - Carl "Rev" Wheeler – Wurlitzer, orgue - Stockley Carmichael – choriste - Jermaine Paul – choriste | - Alicia Keys – productrice - Kerry Brothers, Jr. – programmation numérique - Tony Black – Ingénieur de son - Ann Mincieli – ingénieur de son - Manny Marroquin – mélange audio |

## Classements
| Chart (2004)                               | Position |
| ------------------------------------------ | -------- |
| États-Unis Billboard Hot 100               | 8        |
| États-Unis Billboard Hot R&B/Hip-Hop Songs | 2        |
| États-Unis Billboard Hot Dance Club Play   | 1        |
| Chart (2005)                               | Position |
| Pays-Bas (Top 40)                          | 38       |